# Mount Kershaw
Mount Kershaw ist ein 1180 m hoher Berg am nordöstlichen Ende der Blaiklock-Insel im Archipel der Adelaide- und Biscoe-Inseln vor der Westküste des Grahamlands auf der Antarktischen Halbinsel. Er überragt das Jones-Schelfeis und die Kosiba Wall.
Das UK Antarctic Place-Names Committee benannte ihn 1991 nach dem Piloten John Edward Giles Kershaw (1948–1990), der von 1974 bis 1979 für den British Antarctic Survey tätig war, unter anderem an der Transglobe Expedition (1980–1982) teilgenommen hatte, am 5. März 1990 bei einem Flugzeugabsturz auf dem Jones-Schelfeis ums Leben gekommen war und dessen Grab sich am Fuß dieses Bergs befindet.